# Taylorconcha serpenticola
Taylorconcha serpenticola е вид коремоного от семейство Hydrobiidae. Видът е световно застрашен, със статут Уязвим.

## Разпространение
Разпространен е в САЩ (Айдахо).